# Crescentino
Crescentino é uma comuna italiana da região do Piemonte, província de Vercelli, com cerca de 7.573 habitantes. Estende-se por uma área de 48 km², tendo uma densidade populacional de 158 hab/km². Faz fronteira com Brusasco (TO), Fontanetto Po, Lamporo, Livorno Ferraris, Moncestino (AL), Saluggia, Verolengo (TO), Verrua Savoia (TO).

## Demografia
| Variação demográfica do município entre 1861 e 2011                               |
|                                                                                   |
| Fonte: Istituto Nazionale di Statistica (ISTAT) - Elaboração gráfica da Wikipedia |